# Вспульнота польска
Ассоциация «Вспульнота польска» (пол. Stowarzyszenie „Wspólnota Polska”, Польское содружество) — польская неправительственная организация, целью которой является укрепление связей с Польшей польской диаспоры и лиц польского происхождения. Действует под патронажем Сената и Министерства иностранных дел Республики Польша.

## История
Организация была создана в феврале 1990 г. по инициативе маршала Сената проф. Анджея Стельмаховского, который был её председателем до 11 мая 2008 г. Затем его сменил Мацей Плажиньский. После смерти последнего в авиакатастрофе под Смоленском председателем являлся Лонгин Комоловский.
Представительство ассоциации в России было закрыто 8 апреля 2022 года распоряжением Минюста РФ «в связи с выявленными нарушениями действующего законодательства Российской Федерации».
22 мая 2025 года распоряжением Минюста РФ внесена в список организаций, деятельность которых признана нежелательной на территории Российской Федерации.

## Деятельность
Организация реализует различные программы культурно-просветительской направленности, в том числе:
- поддержка преподавания польского языка за границей на всех уровнях;
- поддержка польской культуры за рубежом;
- поддержка зарубежных польских и полонийных организаций;
- благотворительность — поддержка польской диаспоры в странах СНГ;
- поддержка профессиональной и экономической активности польской диаспоры;
- развитие молодёжных организаций, харцерства и спорта;
- популяризация полонийной деятельности.

## Структура
Региональные отделения ассоциации находятся в нескольких десятках крупнейших польских городов. Функционирует несколько «домов Полонии», в том числе в Кракове, Жешуве и Пултуске.
В России с ассоциацией «Вспульнота польска» сотрудничали:
- Конгресс поляков в России
  - Национально-культурная автономия поляков «Дом Польский»
  - Культурно-Национальная общественная организация «Полония» Республики Хакасия (Абакан)
  - Сибирское издание Конгресса поляков в России «Rodacy» (Соотечественники)
  - Центр полькой культуры «Наш дом» (Анапа)
  - Екатеринбургская городская общественная организация «Польское общество Полярос»
  - Польская культурная автономия «Ожел бялы» (Иркутск)
  - Оренбургская областная общественная организация «Червонэ маки»